# Beautiful Rose
«Beautiful Rose» es el primer sencillo promocional escrito por Johannes Bouwens, líder del grupo holandés, George Baker Selection. Forma parte de su noveno álbum de estudio titulado Summer Melody, grabado y editado en el año 1977. Fue un éxito en los Países Bajos y alcanzó el primer puesto en todos los ranking musicales de Europa en ese año.

## Posicionamiento
| País         | Posición |
| ------------ | -------- |
| Europa       | 1        |
| Países Bajos | 4        |
| Suiza        | 8        |
| Alemania     | 24       |